# Concepción Capulac
Concepción Capulac är en ort i Mexiko.   Den ligger i kommunen Amozoc och delstaten Puebla, i den sydöstra delen av landet, 120 km öster om huvudstaden Mexico City. Concepción Capulac ligger 2 429 meter över havet och antalet invånare är 2 514.
Terrängen runt Concepción Capulac är kuperad norrut, men söderut är den platt. Runt Concepción Capulac är det mycket tätbefolkat, med 2 614 invånare per kvadratkilometer. Närmaste större samhälle är Puebla de Zaragoza, 16,2 km väster om Concepción Capulac. Trakten runt Concepción Capulac består till största delen av jordbruksmark.